# 1167 هـ
1167 هـ هي سنة في التقويم الهجري امتدت مقابلةً في التقويم الميلادي بين سنتي 1753 و1754.

## أحداث
- عبد العزيز بن محمد يقمع انتفاضة ضد الدرعية في إمارة حريملاء.

## مواليد
- الشريف سرور بن مساعد.
- عبد الرحمن الجبرتي.
- غالب بن مساعد